# علجوم الهور
علجوم الهَوْر (الاسم العلمي: Telmatobufo)، جنس ضفادع (علاجيم كاذبة) تستوطن جنوب تشيلي. أقرب أقاربه الحيي هو العلجوم المائي المخوذ. تمت إزالة هذه الضفادع مؤخرًا من فصيلة ضفادع جنوبية ووضعت في فصيلة جديدة، وهي علاجيم مائية مخوذة. جميع أنواع الجنس غير مهددة حسب الاتحاد الدولي لحفظ الطبيعة.

## الأنواع
يضم عجلوم الهور أربعة أنواع:
- Telmatobufo australis Formas, 1972
- Telmatobufo bullocki Schmidt, 1952
- Telmatobufo ignotus Cuevas, 2010
- Telmatobufo venustus (Philippi, 1899)